# ベオルンウルフ (マーシア王)

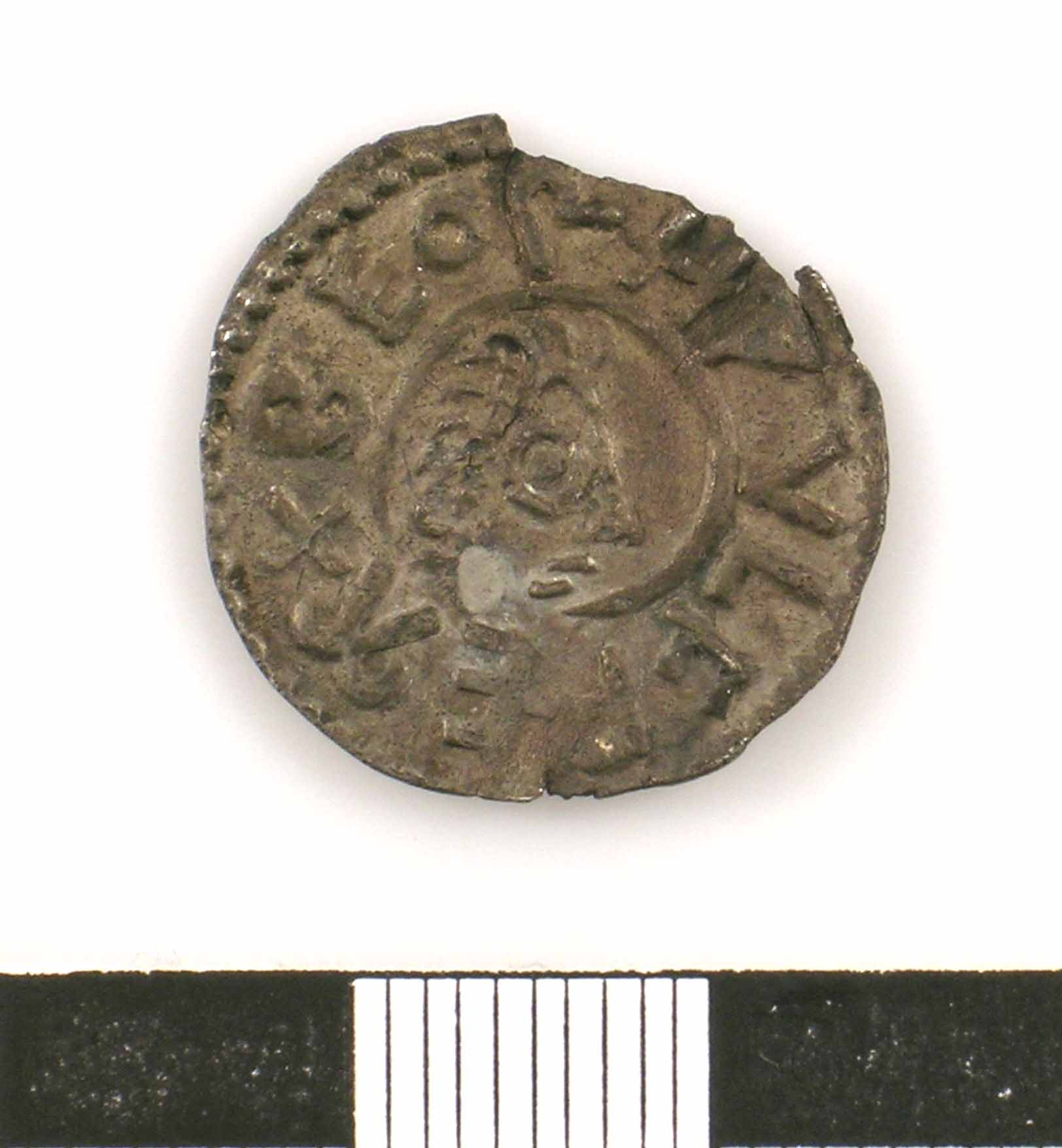
ベオルンウルフのコイン

ベオルンウルフ（Beornwulf、在位823年-825年）は9世紀の七王国時代に存在したマーシア王国の王。彼の統治の際にマーシアはアングロサクソン社会においての優位性を失い、ゆえに2年間のみの在位であった。
ベオルンウルフの出自は分かってはいない。彼の父はベオルートウェルド(Beorhtweald)と呼ばれ、マーシアの貴族であり、またエアルドルマンでもあったと言う。812年のコエンウルフ（チェンウルフ）、823年のチェオルウルフの勅書に『ベオルンウルフ』という名前が記されているが、この勅書で書かれた人物はとりわけ高い地位にあったわけではない。
チェオルウルフは823年に王座を追われ、ベオルンウルフが王となった。この時にはウェールズ北部のポウィス(Powys)はマーシアの支配下となっており、その段階でベオルンウルフが政権をすでに奪取していたのかどうかは分かってはいない。残されている記録によればベオルンウルフは先王チェオルウルフよりも精力的でたび重なる戦いを継続する事はありえる事であったので、ポウィスの征服はベオルンウルフの代の始まりに遂行されたのではと考えられている。そしてすぐに彼は、後のグロスター大聖堂となる聖ペテロ修道院を建設する。824年と825年に彼はカンタベリー大司教ウルフレドとともにクロフェショ（場所は特定できないが、ロンドンの近郊であったと考えられている）の教会会議を掌握する。
825年、ベオルンウルフはウェセックスに進攻、しかしエランダンの戦いでウェセックス王エグバートに手痛い敗北を蒙る。またエグバートの息子エゼルウルフはケント王国に進攻、親マーシアであったケント王バルドレドを追放する。
この一連の出来事でマーシアのイングランド南部の勢力に急速に陰りが見え始めるようになる。エセックスとサセックスはマーシアからウェセックスのエグバートに忠誠を誓うようになり、ウェセックスの助力でイースト・アングリアに戻ったアセルスタンはこのマーシア支配が劣勢になった情勢に加担、ベオルンウルフは反乱を鎮圧する際に殺された。現存する勅書のひとつにはベオルンウルフの治世は3年、825年までとも書かれている。
彼はまた自らの名の刻まれたコインを発行したが、治世の最中に頓挫してしまった。そのために現在では彼の発行したコインを見る事は稀であり、25枚のサンプルしか残ってはいない。